# Evaristo Murillo
Evaristo Murillo Chaverri (* 14. Februar 1922 in Santa Bárbara de Heredia; † November 2005 in Orizaba, Veracruz, Mexiko), auch bekannt unter dem Spitznamen Burro, war ein costa-ricanischer Fußballtorwart, der bereits als junger Mann nach Mexiko kam und dort seine größten Erfolge feierte.  

## Leben
Sein erstes Engagement als Profispieler hatte Murillo beim CS La Libertad, mit dem er im März 1942 eine Reise nach Mexiko unternahm und vier Testspiele gegen mexikanische Vereinsmannschaften (Marte und Moctezuma) bzw. kombinierte Teams (España–Asturias und die Selección Jalisco) austrug. Besonders bei der UD Moctezuma hinterließen seine Glanzparaden einen derart bleibenden Eindruck, dass der in Orizaba ansässige und von der gleichnamigen Brauerei dominierte Verein ihn im Sommer 1943 verpflichtete. Nachdem Murillo 1942/43 das Tor beim CS Herediano gehütet hatte, stand er zwischen 1943 und vermutlich 1950 bei Moctezuma unter Vertrag und gewann mit diesem Verein zweimal den mexikanischen Pokal und einmal den Supercup. Murillo war einer von nur vier Spielern, die sowohl 1943 als auch 1947 bei den größten Erfolgen der Vereinsgeschichte (den Pokalsiegen und den anschließenden Supercup-Finals) dabei waren. Die anderen drei waren der Mittelfeldspieler Dolores Araujo sowie die beiden Stürmer Alfonso Arnáez und Honorio Arteaga.
Nachdem Moctezuma sich 1950 aus der mexikanischen Profiliga zurückgezogen hatte, wechselte Murillo zum CD Veracruz und zwei Jahre später zum CD Zacatepec, mit dem er in der Saison 1954/55 die mexikanische Meisterschaft gewann.
Nach Beendigung seiner aktiven Laufbahn kehrte er nach Orizaba zurück und trainierte dort eine Zeitlang den Orizaba FC, der zwischen 1959 und 1968 in der zweiten mexikanischen Liga spielte. Die Stadt am Fuße des höchsten Berges von Mexiko wurde seine neue Heimat, in der er 83-jährig im November 2005 verstarb.

## Erfolge
- Mexikanischer Meister: 1954/55
- Mexikanischer Pokalsieger: 1943 und 1947
- Mexikanischer Supercup: 1947